# 대구송정초등학교
대구송정초등학교는 대한민국 대구광역시 동구에 있는 초등학교다.

## 연혁
- 1948-12-05 경산군 안심중부국민학교로 개교(4학급)
- 1956-10-01 송정국민학교로 교명 변경
- 1981-07-01 대구직할시 편입(대구송정국민학교)
- 1985-01-25 병설 유치원(1학급) 설립인가
- 1996-03-01 대구송정초등학교로 교명 변경
- 1998-09-01 동관(교실 6, 화장실 2동) 교사 준공
- 1999-09-01 숙천분교장 편입
- 2000-03-01 특수학급(1학급) 신설
- 2002-02-08 탁구연습실 준공
- 2003-11-18 강당 동관 교실 6개
- 2005-10-27 꿈나무도서관 준공
- 2005-12-16 운동장(우레탄) 생활체육시설 준공
- 2007-12-29 유치원 종일반 인가(1학급)
- 2007-12-31 민간참여 컴퓨터실 유치
- 2008-02-11 방송실, 어학실 현대화 시설
- 2008-07-14 과학실 현대화 사업
- 2009-02-20 급식실, 보건실, 미술실 현대화 사업
- 2010-02-10 본관 엘리베이터 설치
- 2010-02-20 영어체험학습실 준공
- 2010-09-24 학교 환경개선사업(본관)
- 2011-02-19 운동장 놀이기구 현대화
- 2011-10-17 체육교구실 리모델링
- 2012-02-13 예바름실 리모델링
- 2012-09-25 본관 뒤 인토로킹 포장
- 2013-02-27 Wee클래스 상담실 설치
- 2013-03-01 2013학년도 26학급(특수1학급)편성
- 2014-01-02 학교 공원화 사업
- 2014-02-14 제63회 졸업식(졸업생 누계 6,345명)
- 2015-03-01 제29대 이은숙 교장 부임